# メガデス (バンド)
メガデス（英語: Megadeth）は、アメリカ合衆国出身のヘヴィメタル・バンド。同時期にデビューした「メタリカ」「スレイヤー」「アンスラックス」と並び、スラッシュメタル"BIG4"と形容された一角に君臨。テクニカルな曲構成を展開し、同ジャンルの発展に大きく貢献した。2017年度『グラミー賞』受賞。メタルシーンを代表するバンドである。

## 概要
デビュー前に「メタリカ」を解雇されたデイヴ・ムステインを中心に1983年に結成。現在まで15枚のスタジオ・アルバムと5枚のライヴ・アルバムを発表。5000万枚を超えるセールスと、グラミー賞のノミネート12回を数える。2002年に一度解散したが、2004年に再始動した。
音楽的にはテクニカルなギターリフや複雑な曲展開を特徴とし、中心人物のムステイン自ら"インテレクチュアル（知的な）・スラッシュメタル"と称した。その名に違わず、歌詞の内容も戦争の正当性、核戦争、政府の陰謀、環境保護、表現の自由に対する検閲など、政治的な主題を持つものが多い。

## 来歴

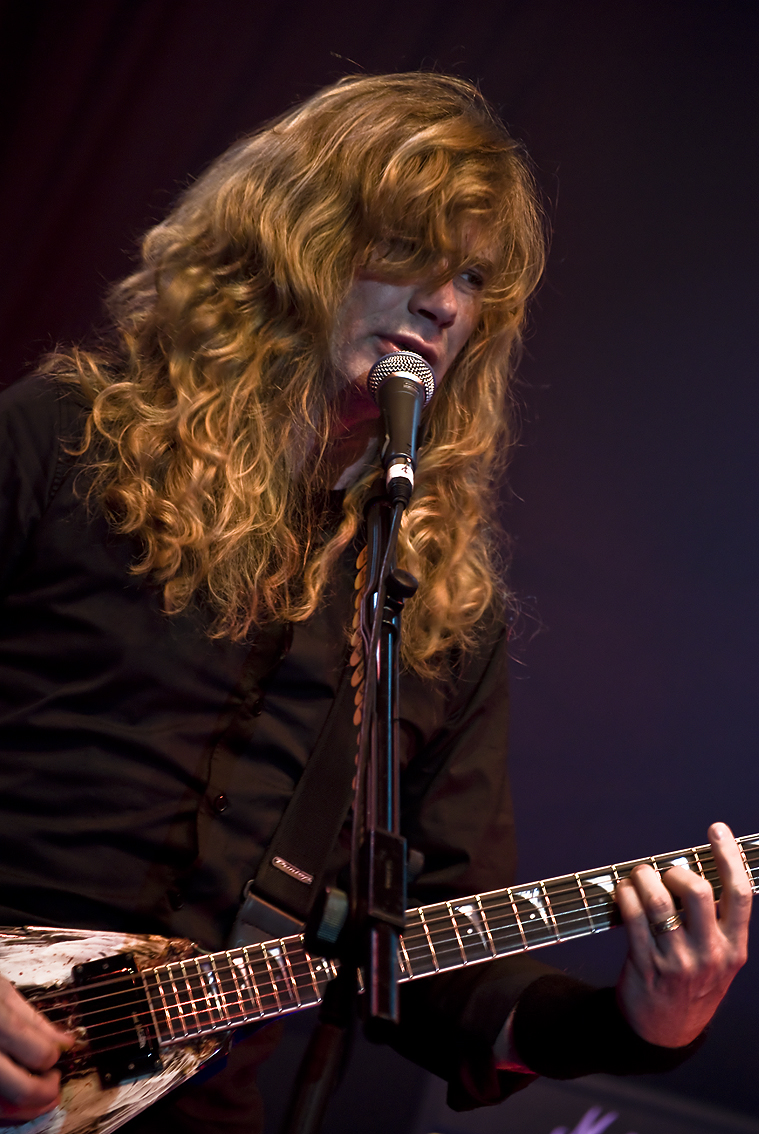
創始者デイヴ・ムステイン(G) 2009年

### 結成
1983年、過度の飲酒や暴力などの問題行動、およびラーズ・ウルリッヒ、ジェームズ・ヘットフィールドらメンバーとの確執で「メタリカ」を解雇されたギタリストのデイヴ・ムステインは、失意のうちにロサンゼルスに戻る。2ヶ月後、ベーシストのデイヴィッド・エレフソンと出会ったムステインは「メタリカを超えるバンドを作る」という決意のもとにメガデスを結成する。当初はボーカリストを探していたが、適任者が見つからなかったため、ムステインがボーカルを兼ねることになった。また、ムステインとエレフソン以外のメンバーが固定できず、一時はケリー・キング（スレイヤー）がライヴにおいてギターを担当した。

### デビュー
1984年末にインディレーベルのコンバット・レコードと契約。1985年には、ギタリストのクリス・ポーランドとドラマーのガル・サミュエルソンをラインアップに加え、1stアルバム『Killing Is My Business... And Business Is Good!』でデビューを果たす。ムステインの「元メタリカ」という肩書きも手伝い前評判は良かったものの、レコーディングのために与えられた8000ドルの予算の半分近くをドラッグやアルコールの購入に使ってしまったため、サウンドプロダクションに問題を抱える仕上がりとなった。
1986年にはメジャーレーベルのキャピトルレコードに移籍。2ndアルバム『PEACE SELLS... BUT WHO'S BUYING?』を発表。前作に比べ音質は飛躍的に向上し、複雑なギターリフと政治的な歌詞をはじめムステインの標榜する「インテレクチュアル・スラッシュメタル」が具現化された作品となった。
1988年、新たにギタリストのジェフ・ヤングとドラマーのチャック・ビーラーを加えて3rdアルバム『SO FAR, SO GOOD...SO WHAT!』を発表。前作に比べ内容が比較的コマーシャルだとの批判も一部にあったが、攻撃的でスラッシーなリフが満載されたこのアルバムは全米チャート28位を獲得し、バンドにとって初めてのプラチナムアルバムとなった。同年にはモンスターズ・オブ・ロックに出演。順風満帆に思えたが、ベーシストのエレフソンが薬物依存症でツアーを続けられなくなり、ムステインが加入したばかりのヤングとビーラーを解雇したため、年内の活動を停止。新しいギタリストとドラマーを探すにあたり、ムステインはパンテラのギタリストのダイムバッグ・ダレルに目をつける。一時は加入が内定するも、ダレルは兄でドラマーのヴィニー・ポールを同時に採用することを条件としたのに対し、既にメガデスはニック・メンザの加入を決めていたことから、最終的にダレルの参加は見送られた。また、ムステインは裁判所の命令で薬物依存症の治療を受けさせられ、一時的に中毒から立ち直ることに成功する。
1989年、バンドはジェフ・ヤングの後任ギタリストが決まらないままトリオとしてアリス・クーパーのカヴァー「ノー・モア・ミスター・ナイス・ガイ」をレコーディングし、映画『ショッカー』のサウンドトラックに提供した。

### 黄金期

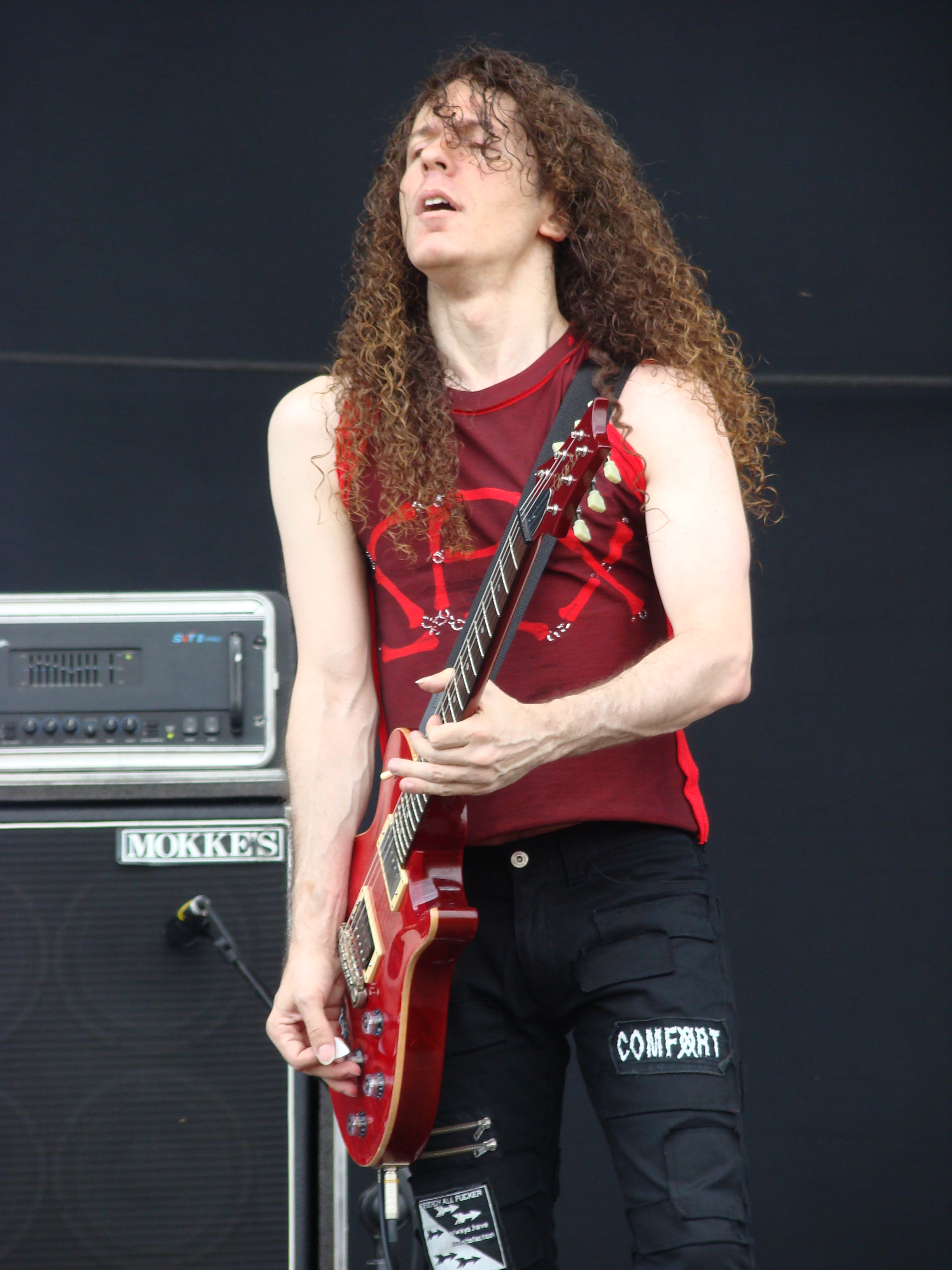
マーティ・フリードマン(G) 2009年

1990年、4thアルバム『RUST IN PEACE』を発表。新たにギタリストのマーティ・フリードマン(Marty Friedman)とドラマーのニック・メンザ(Nick Menza)を迎えて制作された本作は、より正統なヘヴィメタルに近づき、ムステインのアグレッシヴなプレイスタイルとフリードマンのメロディアスなプレイスタイルが見事に調和し、以前のどの作品よりも洗練されたアルバムとなった。また、ムステインをはじめとするメンバーが麻薬やアルコールの問題と無縁のままレコーディングを終えたことも作品の質に影響を与えている。アルバムは全米チャート初登場23位、全英チャート8位を記録。プラチナムの認定を受け、グラミー賞にノミネートされるなど、スラッシュメタルの枠にとどまらない成功を収めた。
前作と同じメンバーで、1992年に5thアルバム『COUNTDOWN TO EXTINCTION』を発表。前作までの攻撃的なリフと複雑な曲展開を用いた手法とは一線を画し、より幅広い層に受け入れられるよう無駄なものを一切排除したシンプルな作品となった。前作での成功ともあいまって、全米チャート初登場2位を記録。ダブル・プラチナムを獲得するバンド史上最大のヒット作となった。1993年3月には4度目の来日が予定されていたが、その直前にムステインが薬物乱用により集中治療室での療養が必要となったため、日本公演はキャンセルとなる。当時のギタリストのマーティ・フリードマンは夢だった武道館でのライヴができなかったことが非常に残念だったと後に語っている。同年6月にはデビュー以来初めてメタリカとの共演を果たす。ステージ上でムステインは「この10年間の確執は終わった」と宣言したが、両バンドの間のしこりはその後も残った。7月にはエアロスミスのゲット・ア・グリップツアーに参加するが、7公演の参加で終了となる。ムステインのステージ外での問題行動が原因、と報道された。
1994年、さらにサウンドを変化させた6thアルバム『YOUTHANASIA』を発表。それまで特徴的だったムステインのシニカルで冷徹な視点が影を潜め、曲はより温かみのあるメロディアスなものに。ムステインの麻薬中毒の再発によってツアー中断というアクシデントに見舞われたものの、前作の勢いを引き継ぎ全米チャート初登場4位を記録。
1997年に7thアルバム『CRYPTIC WRITINGS』を発表。プロデューサーにマイケル・ジャクソンのギタリストだったダン・ハフを迎え、前作からさらに作風を変えポップ寄りのハードロックに仕上がった。シングル曲『Trust』はビルボード・メインストリーム・ロックチャート5位を記録したが、アルバム自体は10位にとどまった。
1998年、『CRYPTIC WRITINGS』に伴うツアー中に膝の故障を理由にメンザが脱退、新しいドラマーとして元Y&Tのジミー・デグラッソ(Jimmy DeGrasso)が加入する。翌年、8thアルバム『RISK』を発表。前作と同じプロデューサーのもとでインダストリアル寄りの実験的な音楽性を展開したが、メタルから離れたサウンドはファンから受け入れられずセールス面でも大失敗に終わった。翌1999年にはマーティ・フリードマンが脱退する。

### 解散
2000年10月、新たなギタリストにアル・ピトレリ(Al Pitrelli)を迎え、新曲2曲を含むベストアルバム『CAPITOL PUNISHMENT』を発表。2001年、サンクチュアリ・レコードに移籍し、9thアルバム『THE WORLD NEEDS A HERO』を発表。往年の音楽性に回帰したものの、以前の作品ほどの支持は得られなかった。2002年3月、『THE WORLD NEEDS A HERO』に伴うツアー中のライヴの模様を収めたライヴDVDと二枚組ライヴ・アルバムをリリース。しかし、その直後の4月にデイヴ・ムスティンが腕の故障（橈骨神経麻痺）を理由に音楽活動を休止することを発表し、メガデスは解散することとなった。

### 空白期間
2004年、デイヴ・ムステインは、かつて在籍していたメタリカのドキュメンタリー映画「メタリカ：真実の瞬間（METALLICA:SOME KIND OF MONSTER）」に出演。メタリカがバンド内の問題を解決するために行われたセラピーの一環として、ドラマーのラーズ・ウルリッヒがムステインと話す様が収められている。劇中でムステインはメタリカから離れた後の20年間の思いを赤裸々に語った。

### 再結成から現在

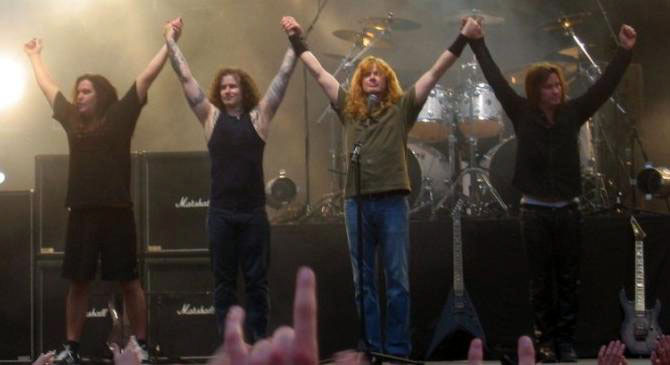
再始動した2005年のグループショット

2004年9月14日、復活第一作となる10thアルバム『THE SYSTEM HAS FAILED』をリリース。当初はムステインのソロ作品として制作されたが、レコード会社の要望でメガデス名義で発売されることとなった。ギタリストには元メンバーのクリス・ポーランド、ドラマーにはヴィニー・カリウタが参加している。同年10月、グレン・ドローヴァー（G)、ショーン・ドローヴァー（Dr)、ジェイムズ・マクドノー(B)をメンバーに迎え、新体制で"Blackmail the Universe world tour"に出る。当初、このツアーには黄金期のメンバーであるニック・メンザの参加が予定されていたが実現しなかった。
2005年、キャピトルからベストアルバム『Greatest Hits』がリリースされた。また、ドリーム・シアター、フィア・ファクトリーなどとともにアメリカとカナダを回るコンサートツアー・Gigantourを主催した。
2006年2月、ベーシストのジェイムズ・マクドノーが辞め、新たなベーシストとしてジェイムズ・ロメンゾ(元ホワイト・ライオン、ブラック・レーベル・ソサイアティ)が参加。また、昨年に引き続きGigantourを開催。同年3月、キャピトル所属時のすべてのビデオクリップや秘蔵映像を2枚のDVDに収録した『THE ARSENAL OF MEGADETH』をリリース。5月にはロードランナー・レコードへ移籍した。

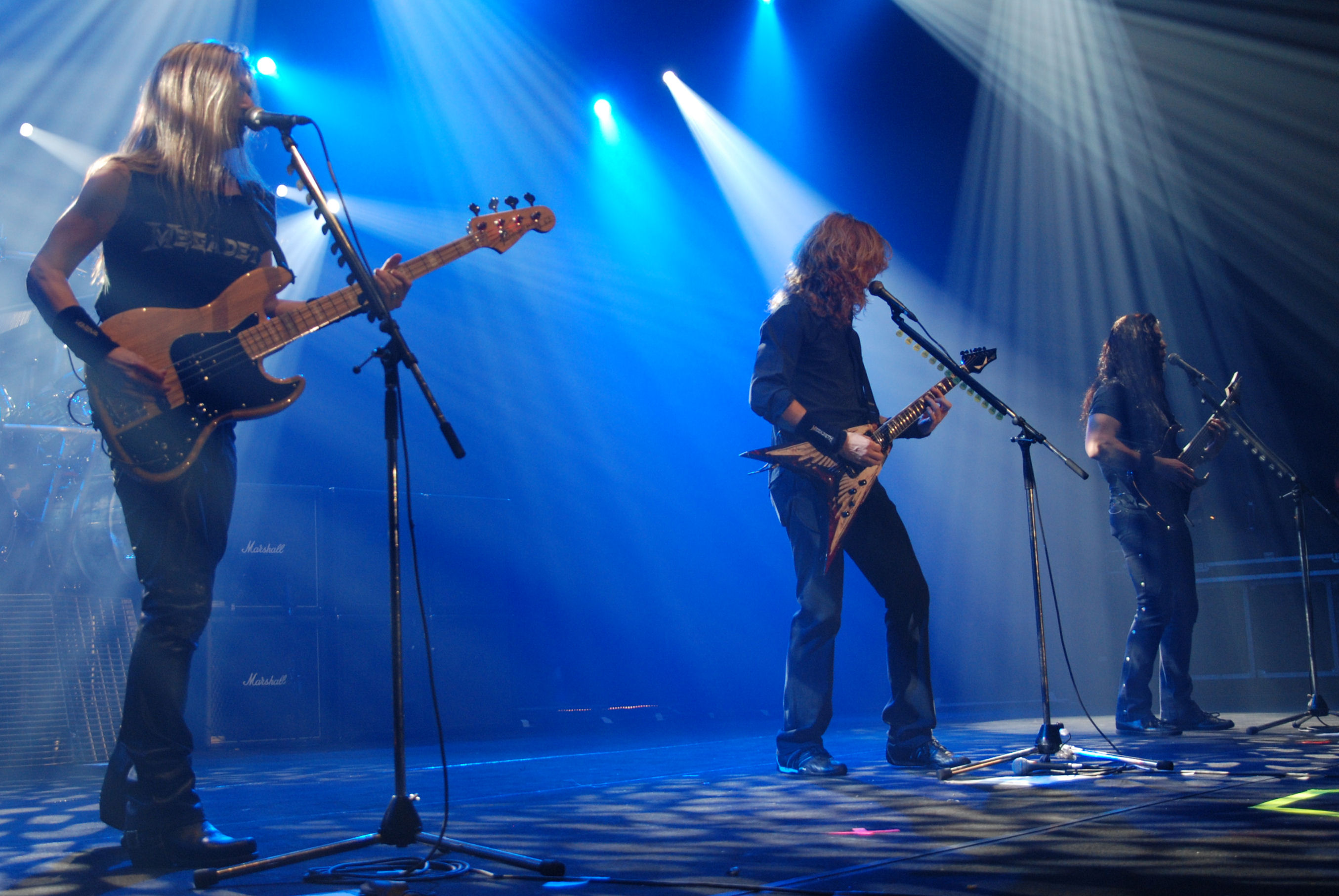
ポーランド・カトヴィツェ公演 (2008年)

2007年5月、11thアルバム『UNITED ABOMINATIONS』を発表。全米チャート8位を記録した。10月末には来日公演を行った。
2008年1月、ギタリストのグレン・ドローヴァーが脱退。脱退の理由はツアー中にグレンが心臓に問題を抱えていた事が発覚したためであり、彼の推薦で新たなギタリストとしてクリス・ブロデリック(Chris broderick)を迎える。同年3月、BURRN!4月号における読者人気投票で、LIVE PERFORMANCE IN JAPAN、ALBUM COVER、DVD、TUNE、SHINING STARの部門で5冠を達成。
2009年9月、12thアルバム『Endgame』を発表。全米チャート9位を記録した。

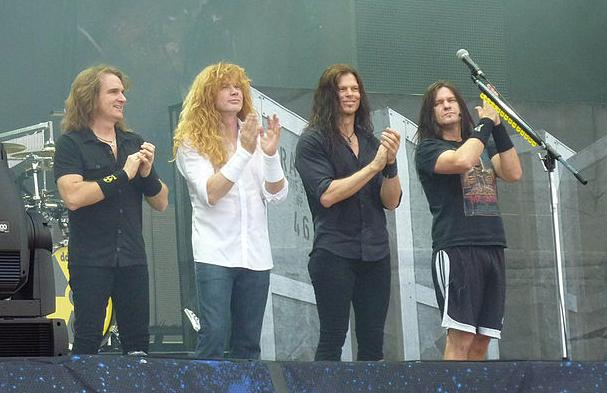
エレフソンが復帰した2010年のグループショット

2010年2月、オリジナル・メンバーであるベーシストのデイヴィッド・エレフソンが復帰。入れ替わる形でジェイムズ・ロメンゾが脱退した。
2011年10月、13thアルバム『Th1rt3en』をリリース。全米チャート11位を記録した。
2013年6月、14thアルバム『Super Collider』をリリース。ロードランナーを離れデイヴ・ムステイン自身の新レーベル「Tradecraft」からのリリースとなる（流通はユニバーサルが担当）。全英アルバムチャート22位、Billboard 200チャート6位（初週売上は2万9000枚）をそれぞれ記録した。
2014年11月26日、ギタリストのクリス・ブロデリックが「音楽的嗜好の違いにより、自身の音楽的目的を追求するため」、ドラマーのショーン・ドローヴァーが「（バンド再結成から）10年が経ち、自分の音楽的関心を追求したい」との理由でそれぞれメガデスを脱退した。この2人の脱退に対してエレフソンは「（2人の脱退は）個人的な理由であって、彼らは彼らが正しいと思うことをした」「俺たちは絶対に解散しない」などと話している。
2015年春、アングラのギタリスト、キコ・ルーレイロとラム・オブ・ゴッドのドラマー、クリス・アドラーと新作のレコーディングに臨むことが報じられ、キコは正式メンバーとして加入し、アドラーはゲストドラマーとして参加することが決定。なお、キコはアングラでの活動も継続することが決まっている。
2016年1月、15thアルバム『Dystopia』をリリース。全米チャートで初登場3位を記録した。7月14日、ソイルワークのドラマー、ダーク・ヴェルビューレンの加入を発表。ヴェルビューレンは5月の＜Rock on the Range festival＞からメガデスのライヴに参加していた。なお、メガデス側からの声明で「元ソイルワーク」とあるため、ヴェルビューレンはソイルワークを脱退したと考えられているが、ソイルワーク側からの正式な発表はない。
2017年2月、『第59回グラミー賞』最優秀メタル・パフォーマンス部門で「Dystopia」が受賞。
2019年、結成35周年記念の3枚組コンピレーション作品『Warheads On Foreheads』をリリース。同年初夏、主宰するムステインが咽頭がんの発症を公表。今後のスケジュールの大半を白紙とし、治療に専念しながらも作品の制作は継続する。
2021年5月、ベーシストのデイヴィッド・エレフソンが若い女性ファンとのスキャンダルでメガデスから解雇された。後任としてジェイムズ・ロメンゾがサポートとして11年ぶりに復帰し、翌2022年から正規メンバーに格上げとなった。但しロメンゾは『ザ・シック、ザ・ダイイング...アンド・ザ・デッド!』のレコーディングには参加しておらず、レコーディングでサポートメンバーとしてベースを弾いているのはスティーヴ・ディジョルジオである。
2022年9月2日、16枚目となるニューアルバム『ザ・シック、ザ・ダイイング...アンド・ザ・デッド!』を世界同時発売。発売一週目のチャート順位は全米3位、全英3位、日本10位。世界的に好調な反応を得た。
2023年2月24日、東京の豊洲PIT（追加公演）を皮切りに、東京2ヵ所と大阪で来日公演を開催。2月27日の日本武道館公演には、元ギタリストであるマーティ・フリードマンがゲスト参加した。また、8月4日に行われたドイツの音楽フェス『ヴァッケン・オープン・エア』でもマーティ・フリードマンと共演。「Trust」や「Holy Wars… The Punishment Due」などアンコールを含め4曲を披露した。9月5日にはバンドの公式SNSにキコ・ルーレイロが声明文を掲載し、当面の間、父親として子供たちと過ごす時間が必要なため、翌日（9月6日）から開始する北米ツアーには参加できないことを明かした。ルーレイロの代役は、ウィンターサンのギタリストであるテーム・マントゥサーリが務める。また11月19日には、ルーレイロ、ムステイン、マネージャーの三者で話し合いを重ねた結果、2024年以降に予定されているツアーに関して、当面の間、参加しないことをルーレイロがSNSを通じて明かした。また、ムステインも声明で家族を優先するルーレイロの選択を全面支持する意を表明。ルーレイロの代役は北米ツアーと同じくテーム・マントゥサーリ（ウィンターサン）が務める予定である。
2025年8月14日、公式サイトにて2026年初頭にリリース予定のスタジオ・アルバムがメガデスの最後のスタジオ・アルバムとなると発表。また、2026年に世界規模のフェアウェルツアーを開催すると発表した。

## メンバー
現ラインナップ
- デイヴ・ムステイン (Dave Mustaine) - ボーカル/ギター (1983- )
- テーム・マントゥサーリ (Teemu Mäntysaari) - ギター (2023- )
- ジェイムズ・ロメンゾ (James LoMenzo) - ベース (2006-2010, サポート2021, 正規2022- )
- ダーク・ヴェルビューレン (Dirk Verbeuren) - ドラムス (2016- )

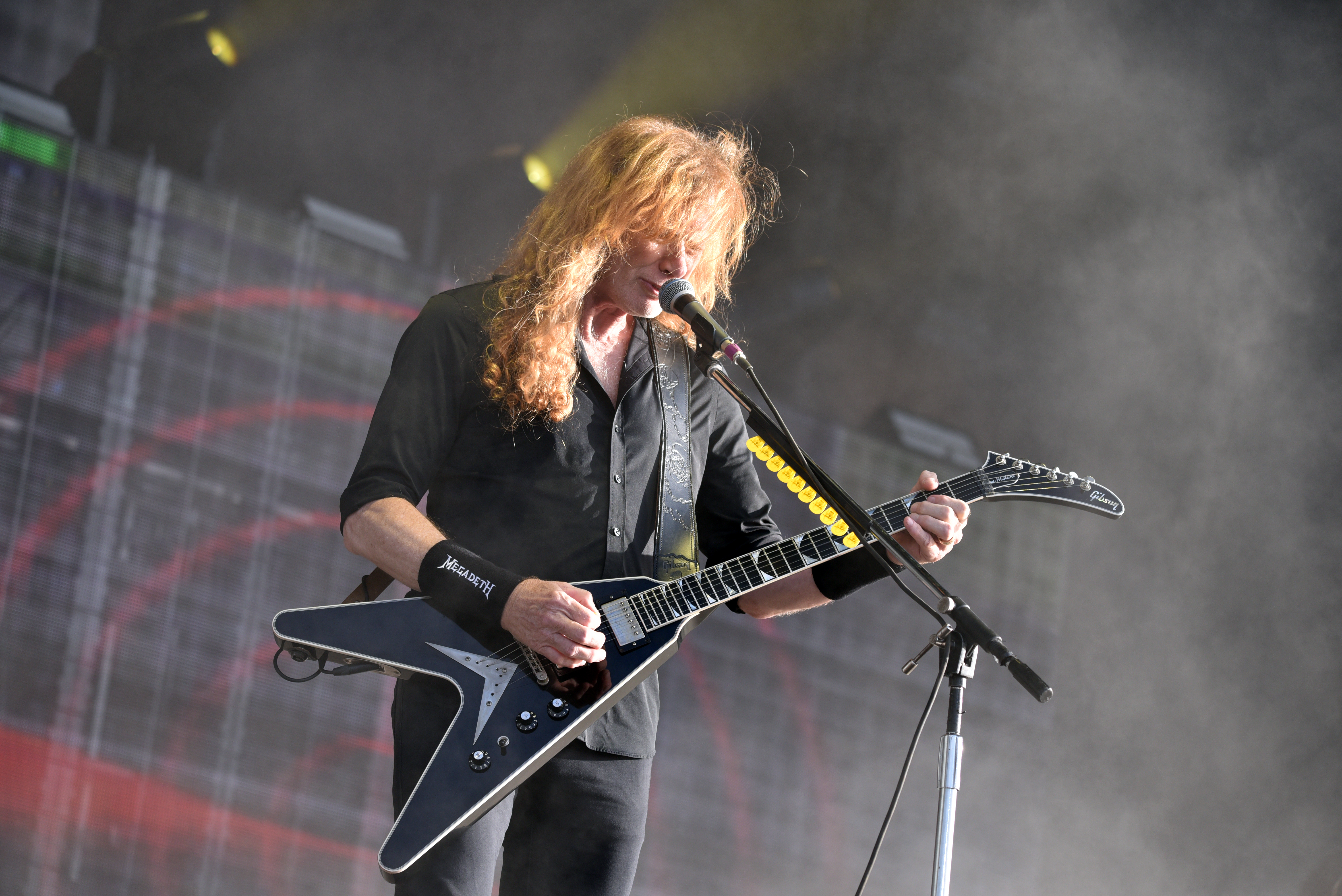
デイヴ・ムステイン(Vo/G) 2023年
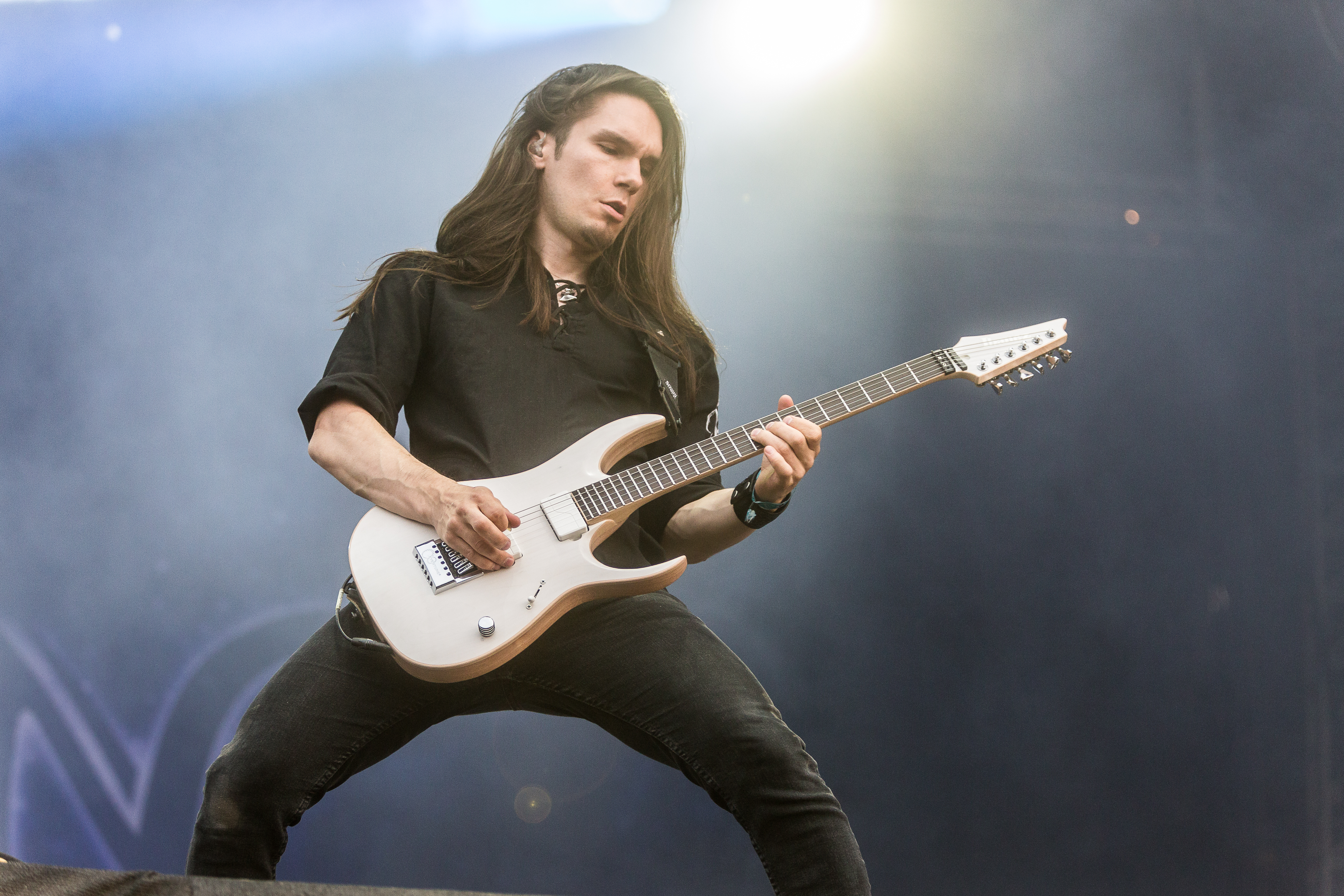
テーム・マントゥサーリ(G) 2019年
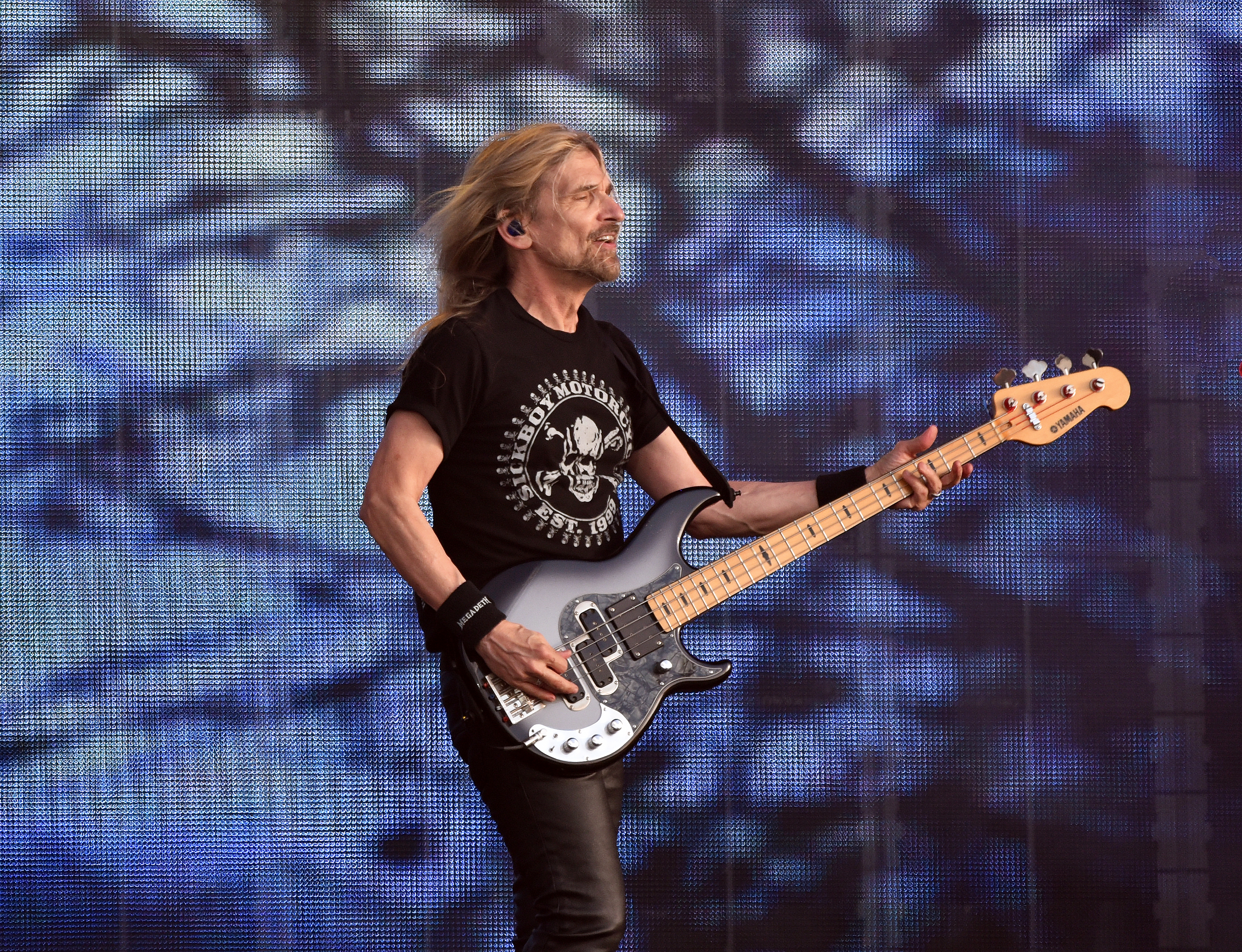
ジェイムス・ロメンゾ(B) 2023年
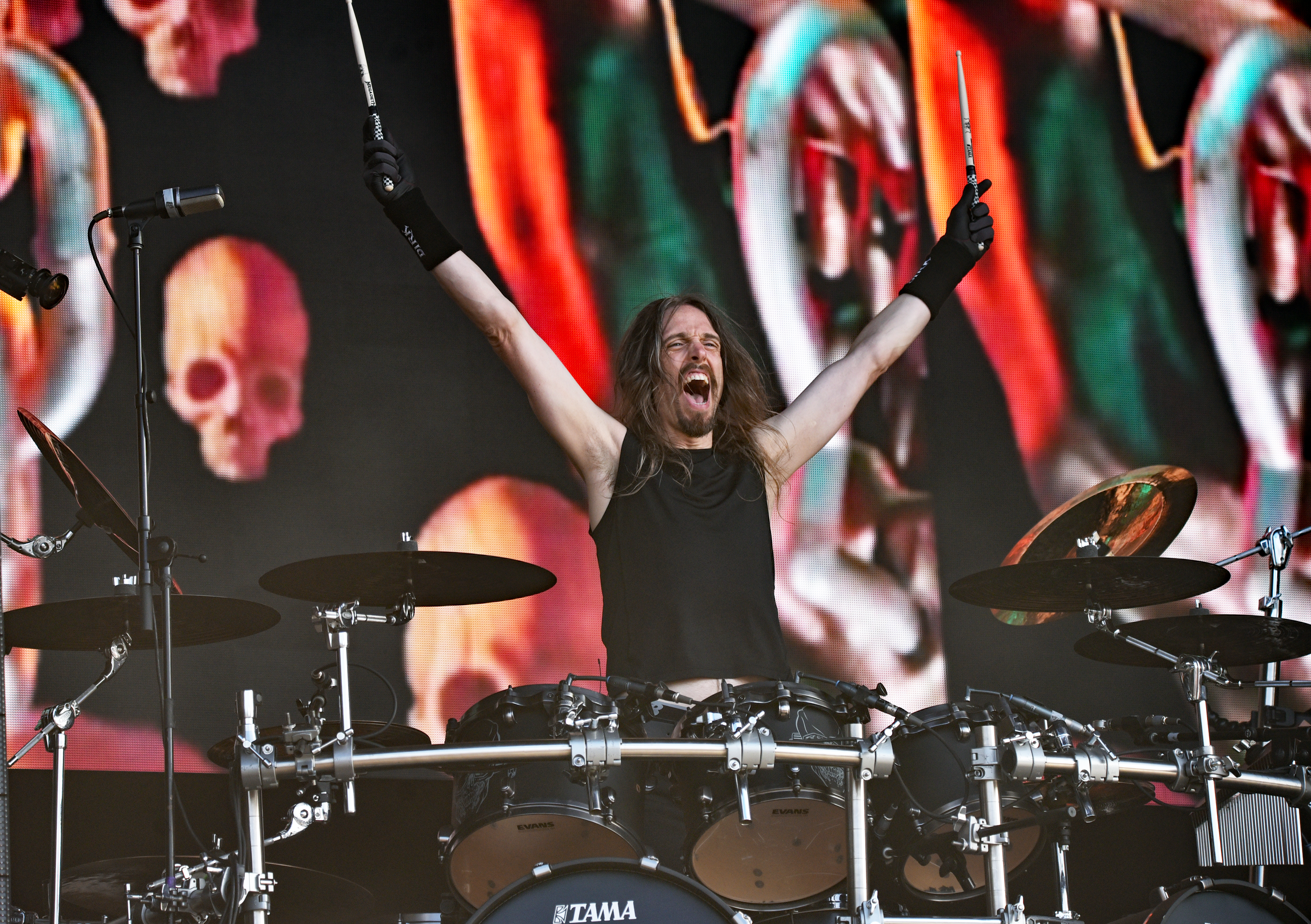
ダーク・ヴェルビューレン(Ds) 2023年

## ディスコグラフィ
スタジオ・アルバム
- 『キリング・イズ・マイ・ビジネス』 - Killing Is My Business... and Business Is Good! (1985年)
- 『ピース・セルズ…バット・フーズ・バイイング?』 - Peace Sells... but Who's Buying? (1986年)
- 『ソー・ファー、ソー・グッド…ソー・ホワット!』 - So Far, So Good... So What! (1988年)
- 『ラスト・イン・ピース』 - Rust in Peace (1990年)
- 『破滅へのカウントダウン』 - Countdown to Extinction (1992年)
- 『ユースアネイジア』 - Youthanasia (1994年)
- 『クリプティック・ライティングス』 - Cryptic Writings (1997年)
- 『リスク』  - Risk (1999年)
- 『ワールド・ニーズ・ア・ヒーロー』 - The World Needs a Hero (2001年)
- 『ザ・システム・ハズ・フェイルド』 - The System Has Failed (2004年)
- 『ユナイテッド・アボミネイションズ』 - United Abominations (2007年)
- 『エンドゲーム』 - Endgame (2009年)
- 『サーティーン』 - Thirteen (2011年)
- 『スーパー・コライダー』 - Super Collider (2013年)
- 『ディストピア』 - Dystopia (2016年)
- 『ザ・シック、ザ・ダイイング...アンド・ザ・デッド! -』 - The Sick, the Dying... and the Dead! (2022年)

## 来日公演

### 単独公演
- Wake Up Dead Tour（1987年）
  - 4月2日・3日 東京 渋谷公会堂[注 1]
  - 4月4日 名古屋 愛知厚生年金会館
  - 4月6日 大阪 大阪厚生年金会館
- So Far, So Good...So What! Tour（1988年）
  - 7月12日・14日・15日 東京 中野サンプラザ
  - 7月13日 大阪 大阪厚生年金会館
  - 7月18日 名古屋 名古屋市公会堂
- Oxidation of the Nations Tour（1991年）
  - 2月15日 東京 簡易保険ホール
  - 2月16日 東京 渋谷公会堂
  - 2月18日・19日・25日 東京 中野サンプラザ
  - 2月20日 尼崎 尼崎市総合文化センター
  - 2月21日 大阪 大阪厚生年金会館
- Japan Tour 1993（1993年）
  - 5月06日 横浜 横浜文化体育館
  - 5月07日 東京 日本武道館
  - 5月10日 大宮 大宮ソニックシティ
    - デイヴ・ムスティーンの健康問題を理由に来日中止
- Youthanasia Tour（1995年）
  - 5月17日 東京 NHKホール
  - 5月19日・28日 名古屋 愛知厚生年金会館
  - 5月21日 福岡 福岡サンパレス
  - 5月22日 大阪 フェスティバルホール
  - 5月24日 京都 京都会館
  - 5月25日 名古屋 名古屋市民会館 中ホール
  - 5月26日 川口 リリア川口
  - 5月29日 横浜 神奈川県民ホール
  - 5月30日 東京 東京厚生年金会館
  - 5月31日 仙台 イズミティ21
- Cryptic Writings Tour 1997（1997年）
  - 11月14日 明石 明石市立市民会館
  - 11月15日・30日 東京 渋谷公会堂
  - 11月17日 仙台 仙台サンプラザホール
  - 11月19日・20日 東京 東京厚生年金会館
  - 11月22日 横浜 パシフィコ横浜 大ホール
  - 11月24日 神戸 神戸国際会館
  - 11月25日 大阪 大阪厚生年金会館
  - 11月26日 福岡 福岡サンパレス
  - 11月28日 名古屋 愛知県勤労会館
- Cryptic Writings Tour 1998（1998年）
  - 11月16日 大阪 大阪厚生年金会館
  - 11月17日 名古屋 DIAMOND HALL
  - 11月19日・20日 東京 中野サンプラザ
  - 11月22日 横浜 横浜ベイホール
  - 11月23日 東京 渋谷公会堂
- Risk Tour（2000年）
  - 3月03日 横浜 神奈川県民ホール
  - 3月04日 東京 渋谷公会堂
  - 3月06日 名古屋 愛知厚生年金会館
  - 3月07日 大阪 Zepp大阪
  - 3月08日 福岡 福岡サンパレス
  - 3月10日 東京 赤坂BLITZ
- World Needs A Hero Tour（2001年）
  - 7月19日・20日 東京 赤坂BLITZ
  - 7月21日 横浜 横浜ベイホール
  - 7月23日 福岡 福岡郵便貯金ホール
  - 7月24日 大阪 大阪厚生年金会館
  - 7月25日 名古屋 DIAMOND HALL
  - 7月26日 静岡 静岡市民文化会館
- Blackmail The Universe Japan Tour 2005（2005年）
  - 4月2日 東京 東京厚生年金会館
  - 4月3日 川崎 クラブチッタ川崎
  - 4月4日 広島 広島クラブクアトロ
  - 4月6日 福岡 Zepp福岡
  - 4月8日 名古屋 DIAMOND HALL
  - 4月9日 大阪 Zepp大阪
- Japan Tour 2006（2006年）
  - 10月13日 川崎 クラブチッタ川崎
  - 10月17日 名古屋 Zepp名古屋
    - 名古屋公演で新曲GEARS OF WARを世界初披露
- Tour of Duty（2007年）
  - 10月30日・31日 東京 CCレモンホール
  - 11月01日 東京 SHIBUYA-AX
  - 11月04日 東京 中野サンプラザ（追加公演）
  - 11月05日 名古屋 Zepp名古屋
  - 11月06日 大阪 大阪厚生年金会館
    - Guest（東京公演）：BREED77
    - 中野サンプラザにて「BURNT ICE」を世界初披露[注 2]
- Endgame Tour（2009年）
  - 10月19日 大阪 なんばHATCH
  - 10月20日 名古屋 DIAMOND HALL
    - Opening Act（19日）：PAPA ROACH（19日）、HIBRIA（20日）
    - 19日のアンコールでLOUDNESSの高崎晃が飛び入り参加
- Dystopia World Tour 2015（2015年）
  - 10月13日 大阪 オリックス劇場
- MEGADETH Japan Tour 2017（2017年）[42][43]
  - 10月17日 大阪 Zepp大阪ベイサイド
  - 10月18日・19日 東京  Zepp DiverCity 東京
    - Special Guest：Anthrax
- MEGADETH JAPAN TOUR 2023（2023年）[35]
  - 2月24日 東京 豊洲PIT
  - 2月27日 東京 日本武道館
  - 2月28日 大阪 グランキューブ大阪
    - Special Guest（27日）：マーティ・フリードマン

### フェス
- Beautiful Monsters Tour（1999年）
  - 8月7日 富士吉田 富士急ハイランド コニファーフォレスト
    - マリリン・マンソン主催のフェス
    - Crush 'Em の演奏時に演出で蝶野正洋とAKIRAが登場
- Loud Park 06（2006年）
  - 10月14日 千葉 幕張メッセ 国際展示場 展示ホール9-10-11
  - 10月16日 大阪 Zepp大阪
- LOUD PARK 09（2009年）
  - 10月17日 千葉 幕張メッセ国際展示場9-10-11
- SUMMER SONIC 2014（2014年）
  - 8月16日 千葉 幕張メッセ MARINE STAGE
  - 8月17日 大阪 舞洲 OCEAN STAGE
    - 17日のステージにLOUDNESSの高崎晃が飛び入り参加
- LOUD PARK 15（2015年）
  - 10月11日 埼玉 さいたまスーパーアリーナ

## 補足
- 「メガデス（Megadeath）」の元の意味は、核兵器の威力を表す、あるいは同一の死因による死者数の単位で、1メガデスあたり100万人の殺傷力があるという。バンド名から意図的にaを抜いたのは、死との関連性を薄めるためだとムステイン本人が語っている。
- マスコットキャラは人の骸骨のような生命体ヴィック・ラトルヘッド（Vic Rattlehead)。1stアルバム以来数多くのアルバムジャケットに登場している。
- 1997年に日本の兵庫県神戸市で神戸連続児童殺傷事件が発生した際、ワイドショーにおいて出演した有田芳生が「犯人はメガデスというバンドを聴いていた」「メガデスはデス声で殺害的な歌詞を歌う（＝デスメタル）」などの発言を繰り返していたが、実際には犯人がメガデスを聴いたことはなく、『BURRN!』編集長の酒井康などから批判を受けた[44][45]。
- 上記の殺傷事件や有田の発言に関し、1998年の日本公演時のインタビューでマーティは「悲しい事件だ」と語ると同時に「俺達のファンがそんな事（殺人事件）はしないと信じている」とコメント。ムステインはこの事件に関しては子供が殺傷事件を起こしたのは親の教育に責任があるとし、歌詞に関する表現の自由の重要性を訴えると同時に有田の無責任な発言や少年による事件を音楽のせいにしたがるマスメディアの風潮に苦言を呈している[46]。
- 2006年にカナダで起きたドーソン・カレッジ銃乱射事件の犯人がゲームや音楽に熱中していて、中でもメガデスの音楽を気に入っていたという報道があった[47]。
- 日本のTVCMのBGMとして楽曲が起用されることもあった。2ndアルバム『Peace Sells...But Who's Buying』収録の『I Ain't Superstitious』（ウィリー・ディクスンのカバー）がホンダ・CR-XのCM（1987年-88年ころ）に（バンド名表記は無かった）、ミニアルバム『Hidden Treasures』収録の『Paranoid』（ブラック・サバスのカバー）が日産・エクストレイルのCM（2003年頃）にそれぞれ使用されていた。
- 映画『トーク・レディオ』では、ラジオのリスナー役のマイケル・ウィンコットがスタジオに招待されるシーンで、メガデスの曲「ピース・セルズ」が唄われた。
- ゲーム『グランド・セフト・オート・バイスシティ』のカーラジオで「Peace Sells」がかかる。後にカーラジオをまとめた曲集に収録。
- ゲーム『Brütal Legend』内でHigh Speed Dirt,Tornado of Soulsの2曲が使用された。
- 2023年の来日公演では東京公演で何点かの物販が爆発的に売れた為、最終日の大阪では何点かの商品が販売できなかった。